# بوبي تينان
بوبي تينان (بالإنجليزية: Bobby Tynan)‏ هو لاعب كرة قدم بريطاني في مركز الوسط، ولد في 7 ديسمبر 1955 في ليفربول في المملكة المتحدة. لعب مع شيكاغو ستينغ ونادي بلاكبول ونادي ترانمير روفرز.